# Antivari Vecchia
Antivari Vecchia (in montenegrino: Stari Bar) è una località del Montenegro nel comune di Antivari.
Costituisce la città vecchia di Antivari (localmente nota come Bar) e si trova nell'entroterra, a pochi chilometri dalla città nuova, appoggiata alla collina di Londša, alle pendici dei Monti Romea (Rumija).

## Storia
Il primo insediamento risale all'VII secolo a.C. e venne distrutto dai romani nel corso dell'invasione della Dalmazia nel III secolo. Ricostruita dai bizantini sette secoli dopo, fu poi cittadella veneziana e turca. 
Tra il 1443 e il 1571 Antivari Vecchia venne governata dalla città di Venezia che però le lasciò un'ampia autonomia e le concesse di continuare a battere moneta e amministrare la giustizia. Questo fu un periodo di prosperità e intensi rapporti commerciali con l'Italia, specialmente con la Puglia. 
Nel 1571 la città venne invasa dai Turchi che trasformarono molte chiese in moschee e stravolsero l'impianto urbanistico della città. La loro occupazione durò fino al 1870 quando i guerrieri Montenegrini dell'esercito di Re Nicola riuscirono a liberarla: fu proprio in questa battaglia che la città venne pesantemente danneggiata e quindi abbandonata. 

## Luoghi d'interesse
- Sveti Doroe (San Giorgio, San Zorzi), ruderi della già cattedrale, poi moschea, distrutta nel 1882
- Sveti Nikola (San Niccolò), chiesa del XII secolo
- Hammam del XVII secolo

## Galleria d'immagini
| - L'acquedotto - L'acquedotto - Cappella - Le mura - Le mura - Le mura - Ex ufficio doganale - Veduta panoramica - Affreschi |